# Hans Kuhn (Philologe, 1899)
Hans Kuhn (* 13. Juli 1899 in Minden; † 8. Oktober 1988 in Kiel) war ein deutscher Skandinavist und germanistischer Mediävist. Er war Professor und Ordinarius für Nordische Philologie der Christian-Albrechts-Universität zu Kiel.

## Leben
Nach Studium und Promotion war Kuhn zunächst Gymnasiallehrer. 1931 habilitierte er sich in Marburg unter Karl Helm und blieb an der Universität. Nach der Machtergreifung durch Hitler unterschrieb Kuhn zum 11. November 1933 das Bekenntnis der Professoren an den deutschen Universitäten und Hochschulen zu Adolf Hitler und dem nationalsozialistischen Staat. Zum 1. Mai 1937 trat er der NSDAP bei (Mitgliedsnummer 4.068.510).
1938 erhielt er eine Professur in Leipzig und 1941 an der Universität Berlin. Von 1946 bis 1964 war er ordentlicher Professor für Nordische Philologie in Kiel.
Kuhns wissenschaftliches Werk ist weitgefächert im Bereich der germanischen Philologie und der sogenannten Germanischen Altertumskunde. Besonders hervorzuheben ist die von ihm erstmals 1959 aufgrund der Auswertung von Orts- und Personennamen und anderen sprachlichen Indizien aufgestellte und in den folgenden Jahren weiter ausgebaute Hypothese zur Existenz eines Nordwestblocks („Völker zwischen Germanen und Kelten“), die eine breite fachliche Diskussion auslöste. Daneben veröffentlichte Kuhn einem breiteren Publikum zugänglichen Arbeiten und Beiträge, wie zu der 1966 erfolgten Neuauflage der Reihe im Eugen-Diederichs-Verlag Thule – Nordische Sagabibliothek. Dazu gehörten der von ihm 1971 neuverfasste Teilband Das alte Island sowie Bearbeitungen der Edda. Hans Kuhn war in der Nachkriegszeit ein Kritiker eines romantisierenden Germanenbildes, das zur ideologischen Instrumentalisierung besonders in der Zeit des Nationalsozialismus geführt hatte. In diesem Zusammenhang stand auch eine heftige wissenschaftliche Debatte zum Konterpart Otto Höfler.
Bedeutende Schüler Kuhns sind Klaus von See und Dietrich Hofmann.
Hans Kuhn war seit 1943 Mitglied der Preußischen Akademie der Wissenschaften Berlin.

## Schriften (Auswahl)
- Das Füllwort of-um im Altwestnordischen. Eine Untersuchung zur Geschichte der germanischen Präfixe; ein Beitrag zur altgermanischen Metrik, Vandenhoeck & Ruprecht, Göttingen 1929.
- Island. Das Heimatland der Sagas, Quelle & Meyer, Leipzig 1935.
- Vor- und frühgermanische Ortsnamen in Norddeutschland und den Niederlanden. In: Westfälische Forschungen. Band 12, 1959, S. 5–44.
- mit Rolf Hachmann, Georg Kossack: Völker zwischen Germanen und Kelten. Wachholtz, Neumünster 1962, DNB 451751035.
- Gustav Neckel (Hrsg.): Edda. Die Lieder des Codex Regius nebst verwandten Denkmälern.
  - Band I: Text. Vierte, umgearbeitete Auflage. von Hans Kuhn bearbeitet. Winter, Heidelberg 1962, DNB 456507515.
  - Band II: Hans Kuhn: Kurzes Wörterbuch. Dritte umgearbeitete Auflage des kommentierenden Glossars. Winter, Heidelberg 1968, DNB 456507523.
- Grenzen vor- und frühgeschichtlicher Ortsnamentypen (= Abhandlungen der geistes- und sozialwissenschaftlichen Klasse der Akademie der Wissenschaften und der Literatur in Mainz. Jahrgang 1963, Nr. 4).
- Kleine Schriften. Aufsätze und Rezensionen aus den Gebieten der germanischen und nordischen Sprach-, Literatur- und Kulturgeschichte, vier Bände, de Gruyter, Berlin 1969–1978.
- Das alte Island. Diederichs, Düsseldorf/Köln 1971, ISBN 3-424-00403-0.
- Das Dróttkvætt, Winter, Heidelberg 1983, ISBN 3-533-03204-3.
- Das altnordische Seekriegswesen, Winter, Heidelberg 1991, ISBN 3-533-04359-2.